# Red Storey
Roy Alvin »Red« Storey, CM, kanadski profesionalni igralec kanadskega nogometa, lacrossa, hokejist in hokejski sodnik, * 5. marec 1918, Barrie, Ontario, Kanada, † 15. marec 2006, Montréal, Québec, Kanada. 
Storey je bil profesionalni igralec kanadskega nogometa za Toronto Argonauts, kasneje je igral lacrosse v ligi Ontario Lacrosse Association. Leta 1950 je postal hokejski sodnik in sodil v ligi NHL do 1959. Leta 1967 je bil sprejet v Hokejski hram slavnih lige NHL. 

## Zgodnje življenje
Storey se je rodil v Barrieju, Ontario. Ko je delal na železniški ranžirni postaji, je prejel ponudbo za igranje kanadskega nogometa za Toronto Argonauts. V moštvu je igral šest sezon (od 1936 do 1941), leta 1937 osvojil pokal Pokal Grey in v finalu leta 1938 dosegel tri zadetke v četrti četrtini in s tem priboril moštvu zmago. Zaradi poškodbe kolena je bil prisiljen oditi v predčasni pokoj. 
Storey je istočasno igral kanadski nogomet in tudi lacrosse. V ligi Ontario Lacrosse Association je igral za moštvo Orillia Terriers, leta 1941 je bil uvrščen v moštvo zvezd lige. Tedaj je igral za moštvo Hamilton Tigers. 
Storey je igral tudi hokej na ledu. Leta 1941 je v New Jerseyju igral na branilskem položaju za moštvo Rivervale Skeeters. Pozno v sezoni 1941/42 se je preselil v Montreal in se pridružil bejzbolskemu moštvu Montreal Royals. V letih 1942 in 1943 je igral lacrosse za Lachine. Zatem se je pridružil lacrosse moštvu Montreal Canadiens, za katerega je igral leta 1946. 
Do sredine 40. let poleg redne službe sodil tekme lacrossa, kanadskega nogometa in hokeja na ledu. 12 let je sodil v nogometni ligi, ki je kasneje postala Canadian Football League. 

## Hokej na ledu
Storey je postal sodnik v ligi NHL leta 1950. V ligi je deloval do leta 1959. Veljal je za poštenega sodnika, dokler ni 4. aprila 1959 sodil tekme končnice med moštvoma Montreal Canadiens in Chicago Black Hawks. Montreal je zmagal, zmagoviti gol so dosegli 88 sekund pred koncem šeste tekme. Navijači Chicaga so skoraj začeli izgrede in metali na led stole, razbitine, korenje in ostale postranske predmete, besen je bil tudi trener Chicaga Rudy Pilous, ki je Storeyja obtoževal, da ni piskal kazni zoper Canadiense ob koncu tekme. Storey je bil kasneje prijavljen, da bi sodil odločilno tekmo serije med moštvoma Toronto Maple Leafs in Boston Bruins. Toda predsednik lige NHL Clarence Campbell se je v ottawskem časniku izjasnil, da je Storey zmrznil ob dveh priložnostih, ko bi moral piskati kazen zoper Canadiense, in Storey je užaljeno dal odpoved. V ligo se ni vrnil nikoli več. V celotni karieri je sodil na 480 tekmah rednega dela sezone in 7 zaporednih finalih Stanleyjevega pokala od 1952 do 1958. 
Storey je bil pri hokejistih zelo priljubljen, ker se je z njimi pogovarjal. Gump Worsley je v svoji avtobiografiji They Call Me Gump (Kličejo me Gump) napisal: "Ko je Red Storey sodil v NHL, sem ga včasih vprašal, kam gre po tekmi na pivo. Po navadi mi je tudi povedal."
Po upokojitvi od lige NHL je Storey ostal aktiven v veteranskem hokeju na ledu, delal kot televizijski komentator in bil priljubljen pripovedovalec zgodb. 
Storey je bil leta 1967 sprejet v Hokejski hram slavnih lige NHL, leta 1986 pa še v Kanadski športni hram slavnih. Leta 1991 je bil odlikovan s Kanadskim redom. 
Umrl je v starosti 88 let za dolgotrajno boleznijo. Njegov sin Bob Storey je prav tako dvakrat osvojil Pokal Grey, v letih 1967 in 1970. 